# Geschwister-Scholl-Gymnasium Freiberg
Das Geschwister-Scholl-Gymnasium ist ein Gymnasium in Freiberg. Es ist Mitglied im Netzwerk „Schule ohne Rassismus – Schule mit Courage“ sowie dem Nationalen Exzellenz-Schulnetzwerk „MINT-EC“. Im Jahr 2015 erhielt das Gymnasium das Gütesiegel „Europaschule in Sachsen“, welches seit 2010 vom Sächsischen Ministerium für Kultus an Schulen mit besonderem europäischen Engagement ausgegeben wird.

## Geschichte
Im Jahr 1515 wurde von Ulrich Rülein von Calw, Humanist und Bürgermeister von Freiberg, die Lateinschule gegründet, die als erstes humanistisches Gymnasium Sachsens gilt. 1910 wurde Otto Eduard Schmidt (Pädagoge und Schriftsteller) Rektor des Gymnasiums Albertinum. Im Jahr 2005 erfolgte nach umfassenden Sanierungsmaßnahmen die Einweihung des erweiterten Gebäudekomplexes, bestehend aus den Häusern „Albertinum“ und „Dürer“, sowie der Sportanlage mit der Dreifelderturnhalle „Ulrich Rülein“ und einer Turnhalle auf der Kreuzgasse.

## Gebäude

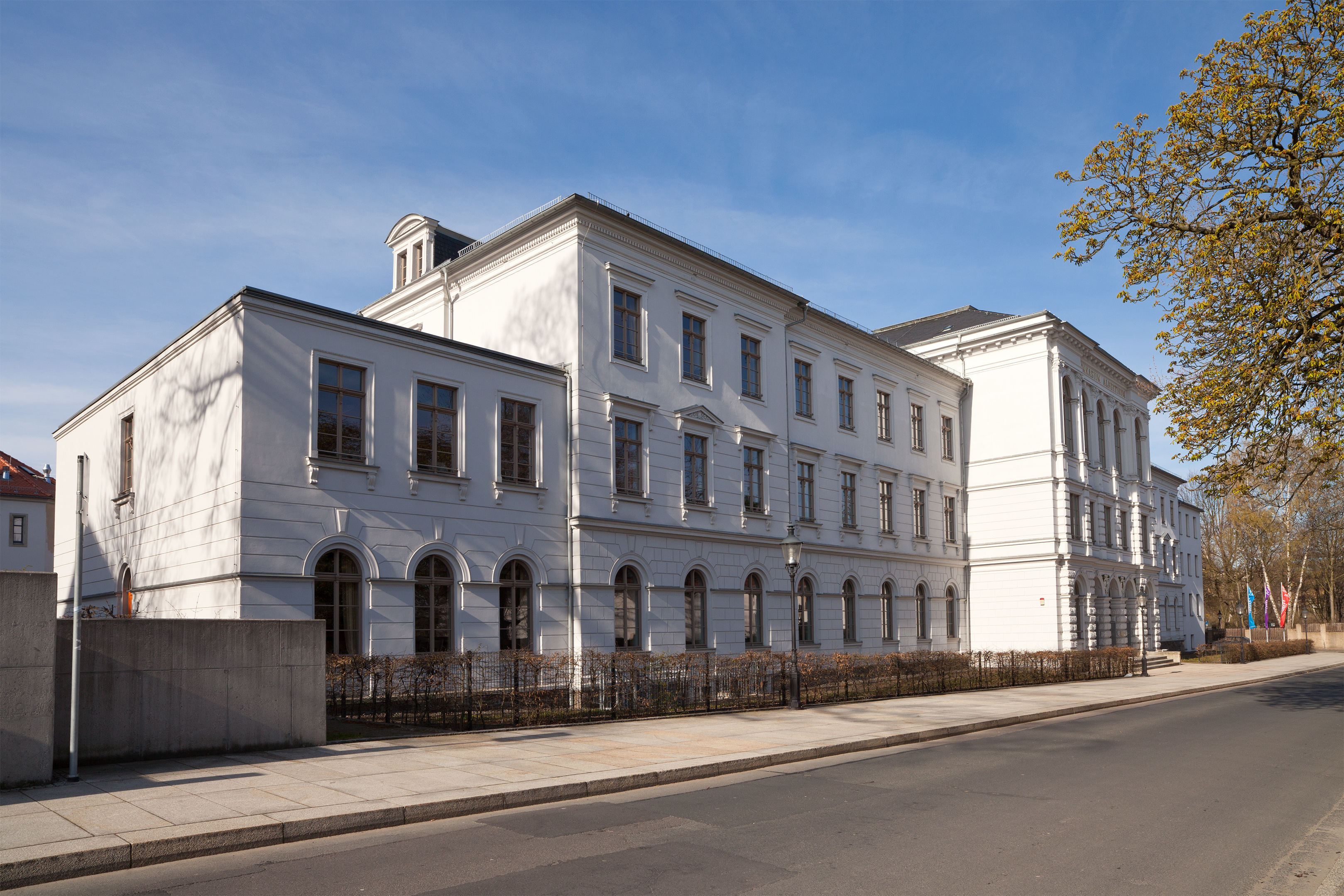
Albertinum

### Haus Albertinum
Das „Haus Albertinum“ wurde 1515 gegründet. Die Grundsteinlegung des heutigen Hauses erfolgte am 17. Juli 1873. Am 12. Oktober 1875 wurde es eingeweiht und nach dem sächsischen König Albert benannt. 1925 erfolgte die Angliederung der „Höheren Mädchenschule“. Damit verbunden gab es gravierende bauliche Veränderungen.
In den Jahren 1984–1985 sowie 2002–2005 fanden Sanierungsarbeiten und Erweiterungen statt.

### Haus Dürer

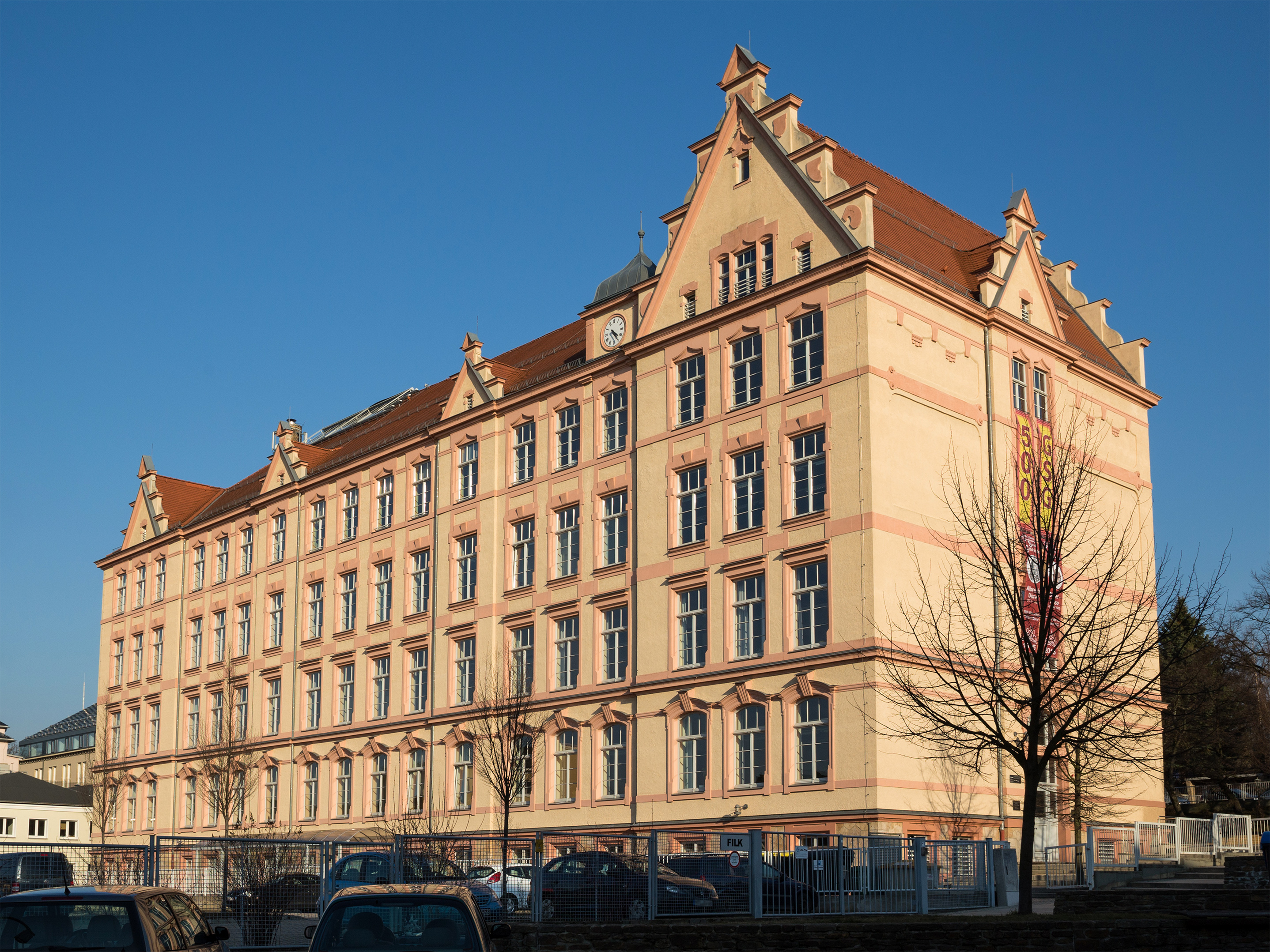
Haus Dürer

In den Jahren 1902 bis 1903 wurde das „Haus Dürer“ an der unteren Pfarrgasse errichtet und war damit III. Bürgerschule der Stadt. 1928 wurde die Schule in „Dürerschule“ umbenannt. In den Kriegsjahren 1941–1945 diente das Haus als Lazarett. 1963 erfolgte die Teilung in Oberschule „Albrecht Dürer“ I und II. Seit 1992 gehört das Gebäude zum Geschwister-Scholl-Gymnasium.
In den Jahren 1976–1978 sowie 2001–2002 fanden Sanierungsarbeiten statt.

## Andreas-Möller-Bibliothek
Das Geschwister-Scholl-Gymnasium Freiberg verfügt über eine historische Gymnasialbibliothek, die heute nach dem Chronisten Andreas Möller benannt ist. Sie ist eine der wenigen erhaltenen historischen Schulbibliotheken auf dem Gebiet der ehemaligen DDR. Die Bibliothek besitzt einen Altbestand von 6400 Titeln, der ca. 60 Prozent des Gesamtbestandes ausmacht. Darunter befindet sich der Codex Fribergensis, eine um 1430 entstandene Handschrift des Neuen Testaments in deutscher Sprache, und 524 Inkunabeln in 344 Bänden sowie 11 Fragmente von Wiegendrucken. Unter Anleitung werden Schüler und Schülerinnen im Umgang mit den kostbaren Werken und für deren Wert sensibilisiert.

## Partnerschulen
- Licei Statali Linguistico – Musicale – Scienze Umane “Francesco Angeloni” in Terni, Italien
- Robert-Koch-Schule in Clausthal-Zellerfeld, Deutschland
- „Stedelijk Gymnasium“ in Breda, Niederlande
- „Crotius College“ in Delft, Niederlande
- „Herndon-Highschool“ in Herndon, Virginia, Vereinigte Staaten von Amerika
- Lycée „Jean de Pange“ in Sarreguemines, Frankreich
- Collége „Rosa Parks“ in Gentilly, Frankreich
- „Kali Devi Secondary School“ in Gati, Nepal